# Acatlán de Pérez Figueroa
Acatlán de Pérez Figueroa är en ort i Mexiko.   Den ligger i kommunen Acatlán de Pérez Figueroa och delstaten Oaxaca, i den sydöstra delen av landet, 280 km öster om huvudstaden Mexico City. Acatlán de Pérez Figueroa ligger 140 meter över havet och antalet invånare är 5 933.
Terrängen runt Acatlán de Pérez Figueroa är kuperad söderut, men norrut är den platt. Runt Acatlán de Pérez Figueroa är det ganska tätbefolkat, med 144 invånare per kvadratkilometer. Närmaste större samhälle är Cosolapa, 10,7 km nordväst om Acatlán de Pérez Figueroa. I omgivningarna runt Acatlán de Pérez Figueroa växer i huvudsak städsegrön lövskog.